# Egl-1
 (avril 2017).
 (mai 2021).
Egl-1 (egg-laying defective) est une protéine impliquée dans l'apoptose chez Caenorhabditis elegans.
Egl-1 agit en se fixant sur Ced-9 (en) et en l'inhibant.

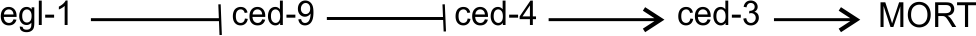
La protéine ced-3 a besoin de ced-4 pour déclencher la cascade de réactions conduisant à la mort cellulaire. Le protecteur ced-9 empêche indirectement l'exécuteur ced-3 d'agir : il se lie à ced-4 dont le rôle d'activateur de ced-3 est ainsi bloqué. Enfin, la protéine egl-1 se lie à la protéine ced-9 pour limiter son rôle protecteur.

## Structure
La protéine egl-1 est composée de 91 acides aminés. Elle possède un motif BH3 (acides aminés 58 à 66) qui ressemble à celui de la famille BCL-2.